# سيمون ستوري
سيمون ستوري (بالإنجليزية: Simon Storey)‏ (5 يونيو 1974 في أستراليا - ) هو لاعب كرة قدم أسترالي في مركز الدفاع. لعب مع نادي بارتيك ثيسل ونادي ملبورن فيكتوري ونادي موهون باغان وNorthern Fury FC ‏ ونادي جنوب ملبورن وGreen Gully SC ‏ وأردريونيانز وAltona Magic SC ‏ وDandenong City SC ‏.

## وصلات خارجية
- سيمون ستوري على موقع قاعدة بيانات كرة القدم.إي يو (الإنجليزية)
- سيمون ستوري على موقع Soccerbase.com (لاعب) (الإنجليزية)